# Čeněk Chvojka
Čeněk Chvojka, také Vincenc Václav Chvojka, (rusky Викeнтий Вячеславович Xвойка, v české transkripci Vikentij Vjačeslavovič Chvojka; 21. únor 1850 Semín – 2. listopadu 1914 Kyjev) byl ukrajinský archeolog samouk českého původu, působící dlouhodobě na Ukrajině. Je považován za zakladatele ukrajinské archeologie a objevitele tripolské kultury.

## Životopis
Narodil se jako první ze třinácti dětí v rodině sedláka pololáníka Václava Chvojky v Semíně čp. 46 a jeho manželky Anny, rozené Koldínské z Jezbořic. Byl pokřtěn jménem Vincenc.
Vystudoval reálku v Chrudimi, studia obchodní akademie (?) nebo vysoké školy v Praze nedokončil, protože odcestoval s ruskou šlechtickou rodinou své vyvolené do Ruské říše. Po její náhlé smrti žil od roku 1876 trvale v Kyjevě. Nejprve se zde živil jako učitel, pořídil si domek s hospodářstvím a na pozemcích úspěšně pěstoval proso a chmel.. Počátkem 90. let se začal věnovat svému koníčku, pravěké a raně středověké slovanské archeologii. Roku 1897 na 11. sjezdu ruských archeologů vystoupil se svou teorií o existenci tripolské neolitické kultury ležící na území dnešní Ukrajiny. Publikoval monografii o tripolské kultuře, která se stala velmi významnou pro moderní ukrajinský nacionalismus. Stejně tak definoval tzv. zarubiněckou a černjachovskou kulturu.
Na archeologickém sjezdu roku 1899 v Kyjevě se seznámil s českými archeology prof. Luborem Niederlem a Josefem Ladislavem Píčem, s nimiž konzultoval své výzkumy. Niederle Chvojkovy poznatky využil ve své několikasvazkové monografii Slovanské starožitnosti.
V roce 1899 se Chvojka stal zakladatelem, ředitelem a prvním kurátorem Kyjevského muzea, dnes Národního muzea ukrajinské historie (Національний музей історії України). Přátelil se s Otakarem Červeným a Juliem Zeyerem.
Čeněk Chvojka zemřel v roce 1914 v Kyjevě a je pohřben na zdejším Bajkovově hřbitově, v polské části. Hrobka se nachází naproti „Gotické bráně“.

## Ocenění
V roce 1962 byla jeho jménem nazvána původní Novokirilovská ulice v Kyjevě, kde Chvojka žil od roku 1898 do své smrti. V roce 1967 byla na dům, v němž zde bydlel, instalována pamětní deska.
U příležitosti 150. výročí narození Vikentije Chvojky v roce 2000 vydala Národní banka Ukrajiny pamětní minci v hodnotě 2 hřivny.

## Odkaz
- V roce 1962 byla na jeho počest přejmenována Novokirillovskaja ulice v Kyjevě, v kyjevské čtvrti Podilskyi, kde Khvojka žil od roku 1898 do své smrti v roce 1914, a byla zde instalována pamětní deska.
- Na počest slavného archeologa byla vydána pamětní pamětní mince na Ukrajině v roce 2000.
- V roce 2009 bylo otevřeno Muzeum Vikentije Chvojky ve vesnici Chalepja v Kyjevské oblasti.
- Chvojka byl zmíněn v písni kapely TNMK s názvem „Historie Ukrajiny za 5 minut“.
- Byl jedním ze zakladatelů Kyjevského muzea starožitností a umění, oficiálně otevřeného v roce 1899, v jehož muzejní budově dnes sídlí Národní muzeum umění Ukrajiny.